# 多尼韋

多尼韋在奧伊金斯將軍解放者大區的位置

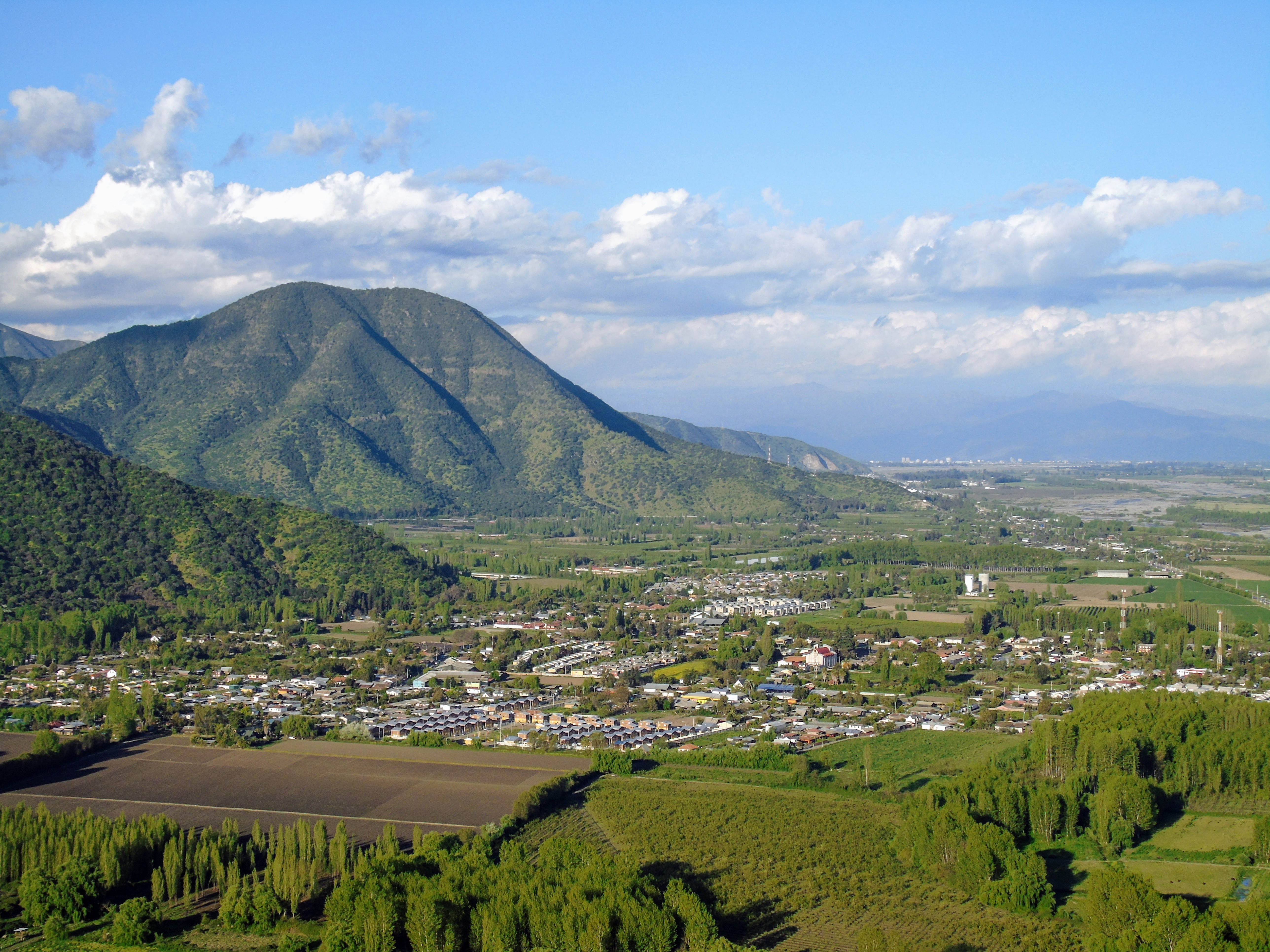

多尼韋（西班牙語：Doñihue），是智利的城市，位於該國中部奧伊金斯將軍解放者大區的卡查波阿爾省，始建於1873年6月27日，面積78.2平方公里，海拔高度337米，2012年人口18,764人，人口密度每平方公里240人。